# Stratmoor
Stratmoor è un centro abitato (census-designated place) degli Stati Uniti d'America, situato nella contea di El Paso dello stato del Colorado. Nel censimento del 2000 la popolazione era di 6.650 abitanti.

## Geografia fisica
Secondo i rilevamenti dell'United States Census Bureau, Stratmoor si estende su una superficie di 7,6 km².